# دوازده (فیلم ۲۰۱۰)
دوازده (انگلیسی: Twelve) فیلمی در ژانر درام و جنایی به کارگردانی جوئل شوماخر است که در سال ۲۰۱۰ منتشر شد.

## بازیگران
- چیس کرافورد
- اما رابرتس
- فیفتی سنت
- ایستی گینزبورگ
- روری کالکین
- امیلی مید
- کیفر ساترلند
- الن بارکین
- اریک پر سالیوان
- اتان پک
- جرملی آلن وایت
- زوئی کراویتز
- فیلیپ اتینگر